# دگوا
دگوا (به لاتین: Degva) یک منطقهٔ مسکونی در روسیه است که در داغستان واقع شده‌است.